# Pivka absinta
Pivka absinta (francosko L'Absinthe) je slika Edgarja Degasa, naslikana med letoma 1875 in 1876 . Njen prvotni naslov je bil Dans un Café, ki se danes pogosto uporablja.
Drugi zgodnji naslovi so bili Skica francoske kavarne in Figure v kavarni. Potem, ko je bila razstavljena v Londonu leta 1893, je bil naslov spremenjen v L'Absinthe, ime, po katerem je slika zdaj splošno znana. Je v stalni zbirki Musée d'Orsay v Parizu.

## Opis
Naslikano leta 1875–76, prikazuje portret ženske in moškega, ki sedita vzporedno in pijeta kozarec absinta. Zdi se, da sta otopela in osamljena. Moški, ki nosi klobuk, gleda desno v rob platna, medtem ko ženska, formalno bolj oblečena v modni obleko in s klobukom, gleda navzdol v prazno. Kozarec napolnjen z absintom je na mizi pred njo. Modela, uporabljena v sliki, sta Ellen Andrée, igralka, ki se je pojavila tudi na slikah Édouarda Maneta Chez le père Lathuille in La Prune in Marcellin Desboutin, slikar in bakrorez. Kavarna je Café de la Nouvelle-Athènes v Parizu. 

## Sprejem
Na svoji prvi razstavi leta 1876 so jo kritiki raztrgali in jo imenovali grda in ogabna. Do leta 1892 je bila shranjena, dokler ni bila ponovno razstavljena, vendar ponovno zasmehovana. Slika je bila ponovno prikazana v Galeriji Grafton v Angliji leta 1893, tokrat z naslovom L'Absinthe, kjer je sprožila še večjo kontroverznost. Figuri in absint predstavljeni na sliki, so angleški kritiki menili, da sta šokantno degradirani in neučinkoviti. Mnogi so sliko obravnavali kot udarec morali; to je bil splošni pogled takih viktorijancev, kot sta Sir William Blake Richmond in Walter Crane, ko sta prikazala sliko v Londonu. Ta reakcija je bila značilna za obdobje, ki je razkriloa globoko sumničenje, s katerim je viktorijanska Anglija gledala na umetnost v Franciji že od začetka barbizonske šole in željo, da bi našla moralno vzvišeno lekcijo v umetniških delih. Mnogi angleški kritiki so sliko gledali kot opozorilo proti absintu in na splošno Franciji. Komentar Georgea Mooreja na prikazano žensko je bil: "Kakšna kurba!" Dodal je, da »zgodba ni prijetna, ampak lekcija«. Vendar pa je Moore v svoji knjigi Moderno slikarstvo obžaloval, da je delo ocenil moralno in trdil, da je »slika le umetniško delo in nima nič opraviti s pijačo ali sociologijo«.